# Auerbergtunnel
Der Auerbergtunnel ist ein geplanter Straßentunnel, der den vierstreifigen Ausbau des Abschnitts der Bundesstraße 2 (B 2) zwischen dem Ende der Bundesautobahn 95 (A 95) bei Eschenlohe und dem nördlichen Ortseingang von Garmisch-Partenkirchen komplettieren soll.

## Problemsituation
Seitdem 1982 die A 95 bis Eschenlohe fertiggestellt wurde, stellt der sich südlich daran anschließende Abschnitt der B 2 ein verkehrstechnisches Nadelöhr dar. Die durchschnittliche Verkehrsstärke auf der Bundesstraße 2 im Bereich von Oberau beträgt täglich 26.000 Kraftfahrzeuge bei Spitzenbelastungen an Wochenenden von bis zu 45.000 Fahrzeugen pro Tag. Dies führte bisher vor allem an den Skifahrer-Wochenenden und zu den Ferienreisezeiten zu häufigen und langen Stauungen.

## Planung
Die Realisierung des Auerbergtunnels wird vor allem von der Bürgerinitiative zur Verkehrsentlastung Oberau gefordert.
Der Abschnitt zwischen dem Autobahnende und der geplanten Anschlussstelle Oberau-Nord ist 3,4 km lang. Es ist vorgesehen, die Bundesstraße 2 ab dem Autobahnende zunächst auf einer Länge von rund 1,5 km auf der heutigen Trasse vierstreifig auszubauen.
Aufgrund der beengten Verhältnisse (Bahnlinie und Verlauf der Loisach auf der einen, Auerberg auf der anderen Seite) soll die Trasse dann auf den übrigen 1,9 Kilometern in einem zweiröhrigen Tunnel geführt werden.
Das Planfeststellungsverfahren für den Auerbergtunnel wurde von der Regierung von Oberbayern im April 2011 eingeleitet.
Mit dem Auerbergtunnel soll, zusammen mit dem vierstreifigen Tunnel Oberau sowie der bereits vorhandenen vierstreifigen Umfahrung Farchant (Tunnel Farchant), die Bundesautobahn 95 faktisch bis an die Ortsgrenze von Garmisch-Partenkirchen, in Form einer Kraftfahrstraße (B 2 neu) verlängert werden.
Die Entlastung der Ortsdurchfahrt der Ortsteile Garmisch und Partenkirchen soll durch zwei weitere Tunnel (Kramertunnel = B 23 neu für Garmisch sowie Wanktunnel = B 2 neu für Partenkirchen) realisiert werden.
Im Vorfeld wurden verschiedene Varianten geprüft, so auch eine komplett oberirdische Trassenführung entlang der 3,4 km langen Strecke mit einer Brücken-Querung der Loisach in der südlichen Hälfte und einer Einhausung (Galeriebau) im nördlichen Abschnitt.
Im Rahmen des Planfeststellungsverfahrens wurden vier verschiedene Varianten untersucht:
- 1,9 km einröhriger Tunnel, Trasse nahe der bisherigen B 2 entlang der Loisach
- 1,9 km zweiröhriger Tunnel, Trasse nahe der bisherigen B 2 entlang der Loisach
- 3,2 km zweiröhriger Tunnel, Trasse nahe der bisherigen B 2 entlang der Loisach
- 2,2 km zweiröhriger Tunnel, Trasse durch das Katzental, rund 800 Meter nordwestlich der bisherigen B 2

Der Vergleich der Varianten ergab, dass ein zweiröhriger Tunnel mit einer Länge von 1903 Metern (Richtungsfahrbahn Garmisch) bzw. 1850 Metern (Richtungsfahrbahn München) die geeignetste Lösung darstellt.
In dem Planfeststellungsverfahren wurde das ursprüngliche Vorhaben aus dem Jahr 2011 um eine Halbanschlussstelle bei Gut Weghaus ergänzt. Diese wurde 2021 fertiggestellt und ersetzt die einst geplante Verlegung der B 2 bei Eschenlohe. Dadurch kann der Verkehr auf der Bundesstraße 2 aus Richtung Murnau direkt auf die Autobahn 95 abgeleitet werden, ohne Eschenlohe passieren zu müssen. Die Halbanschlussstelle macht die beiden maroden B 2-Tunnel überflüssig (Olympia-Tunnel Eschenlohe). Diese Tunnel mit einer Länge von 222 bzw. 255 Metern waren anlässlich der Olympischen Winterspiele 1936 errichtet und im Zweiten Weltkrieg als geheime Flugzeug-Produktionsstätte verwendet worden.

## Aktueller Stand
Da keine Olympischen Winterspiele mehr in Aussicht sind (die Bewerbung Münchens dafür kam nicht zustande), war der Auerbergtunnel in den ersten Jahren nach 2010 ins Hintertreffen geraten. Dies änderte sich im Jahre 2017 durch Aussagen des damaligen Bundesverkehrsministers Alexander Dobrindt.
Nach der Ende Mai 2022 erfolgten Fertigstellung des Tunnels Oberau dürfte der betreffende Abschnitt der B 2 zu einem staukritischen Nadelöhr werden: sowohl nördlich (Autobahn A 95) als auch südlich davon ist die Strecke vierstreifig und kreuzungsfrei ausgebaut, jener B 2-Abschnitt weist bisher aber nur zwei Fahrstreifen auf.
Der Planfeststellungsbeschluss für die 3,4 Kilometer lange Strecke erging am 19. August 2019. Der Bund Naturschutz hat sich gegen das Projekt ausgesprochen. Insbesondere stört dieser sich an dem vierspurigen Ausbau des Abschnitts. Für den Bau des Auerbergtunnels wurden Kosten von 167 Millionen Euro veranschlagt (mit Stand August 2021).
Am 19. August 2021 erfolgte ein Spatenstich für vorbereitende Arbeiten zu dem Projekt. Dies wurde in der Presse bereits als „Spatenstich für den Auerbergtunnel“ bezeichnet, jedoch sollten die eigentlichen Tunnelbauarbeiten nach der seinerzeitigen Planung erst Ende 2023 beginnen. Mit Stand September 2023 war der eigentliche Tunnelanschlag für Anfang 2025 und die Fertigstellung für 2029 geplant. Da sich der Hang am nördlichen Ende des geplanten Tunnels aber als sehr instabil erwies und umfangreiche Vorarbeiten zu dessen Stabilisierung vorgenommen werden mussten, verzögerte sich der Zeitplan nochmals. Im Oktober 2024 wurde ein Tunnelanschlag vom Norden im Herbst 2025 und eine Fertigstellung des Bauwerks nicht vor 2030 erwartet. Auch die geschätzten Gesamtbaukosten waren gestiegen und betrugen inzwischen 240 Millionen Euro.